# Schloss Dornberg
Das heutige  Schloss Dornberg (vereinzelt auch Burg Dornberg oder Dornburg) ist der Rest einer landgräflich-hessischen Schlossanlage, die auf den Resten der Kernburg einer mittelalterlichen Wasserburg (Turmhügelburg (Motte) mit Wassergraben) entstand. Sie befindet sich in Dornberg, einem Stadtteil von Groß-Gerau im gleichnamigen Kreis in Hessen.

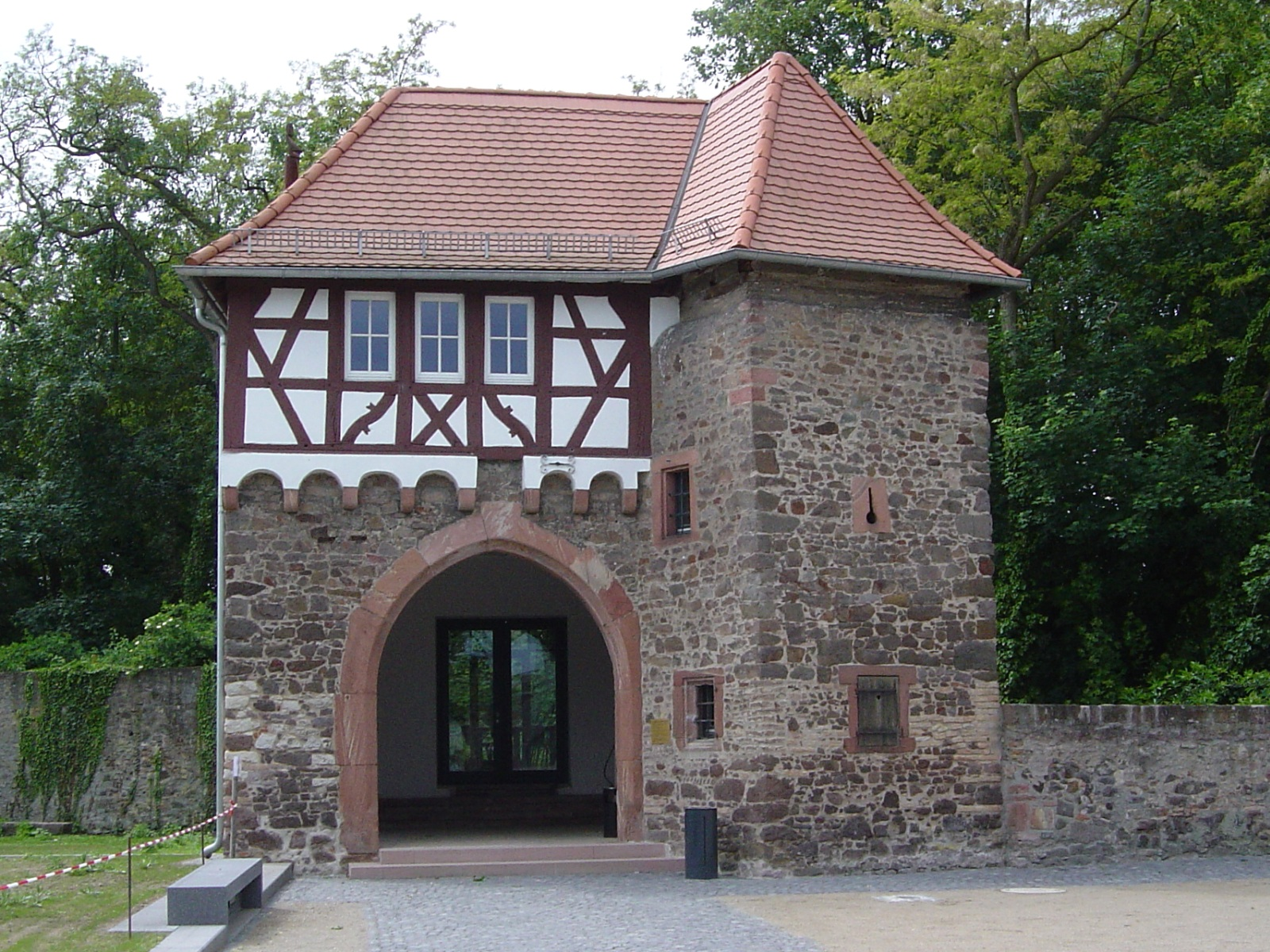
Schloss Dornberg, Torbau der Kernburg

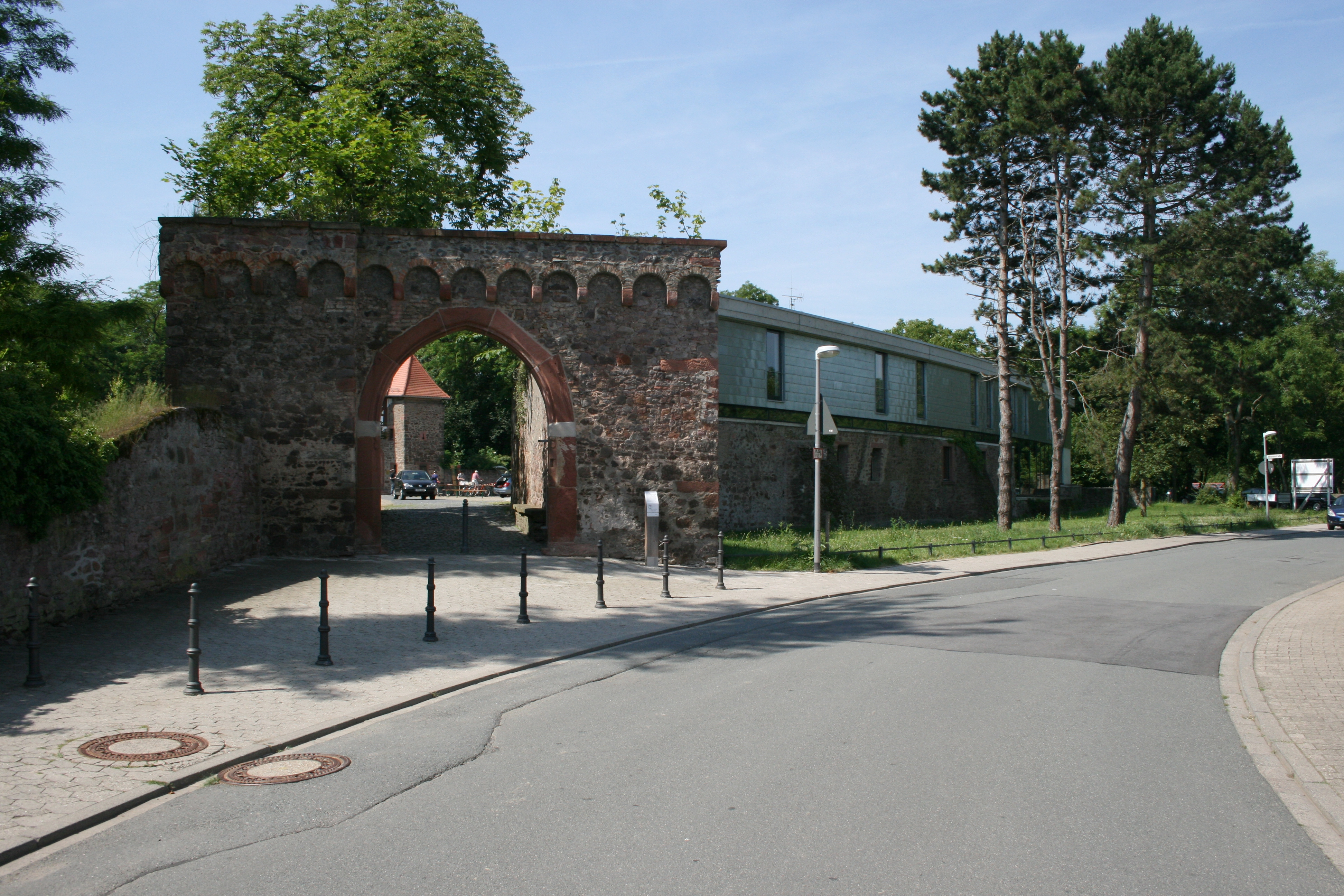
Ansicht des Torbaus der Vorburg, rechts der moderne Anbau der Volkshochschule

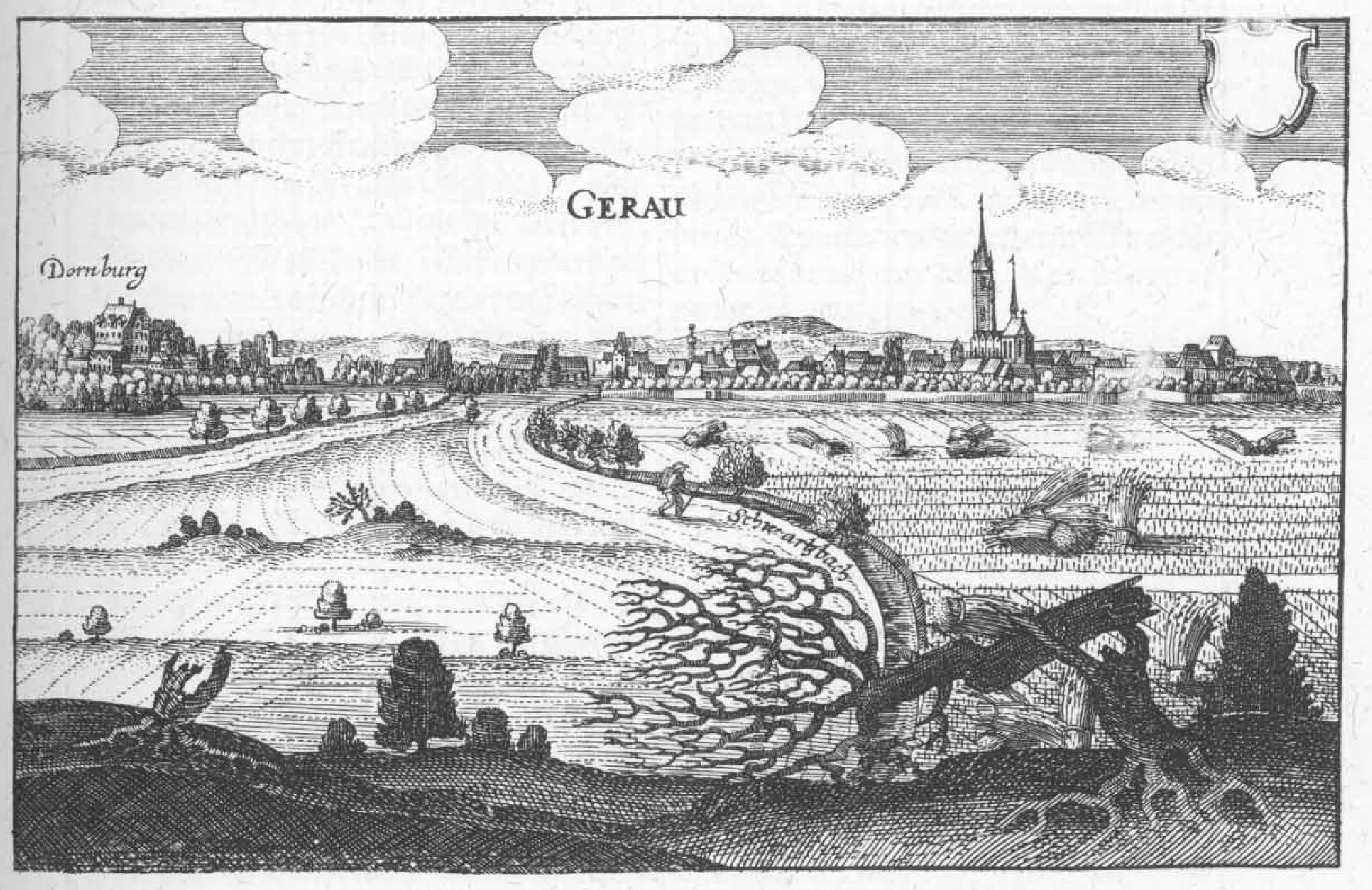
Matthäus Merian: Ansicht von Gerau aus der Topographia Hassiae. Links das Dornberger Schloss

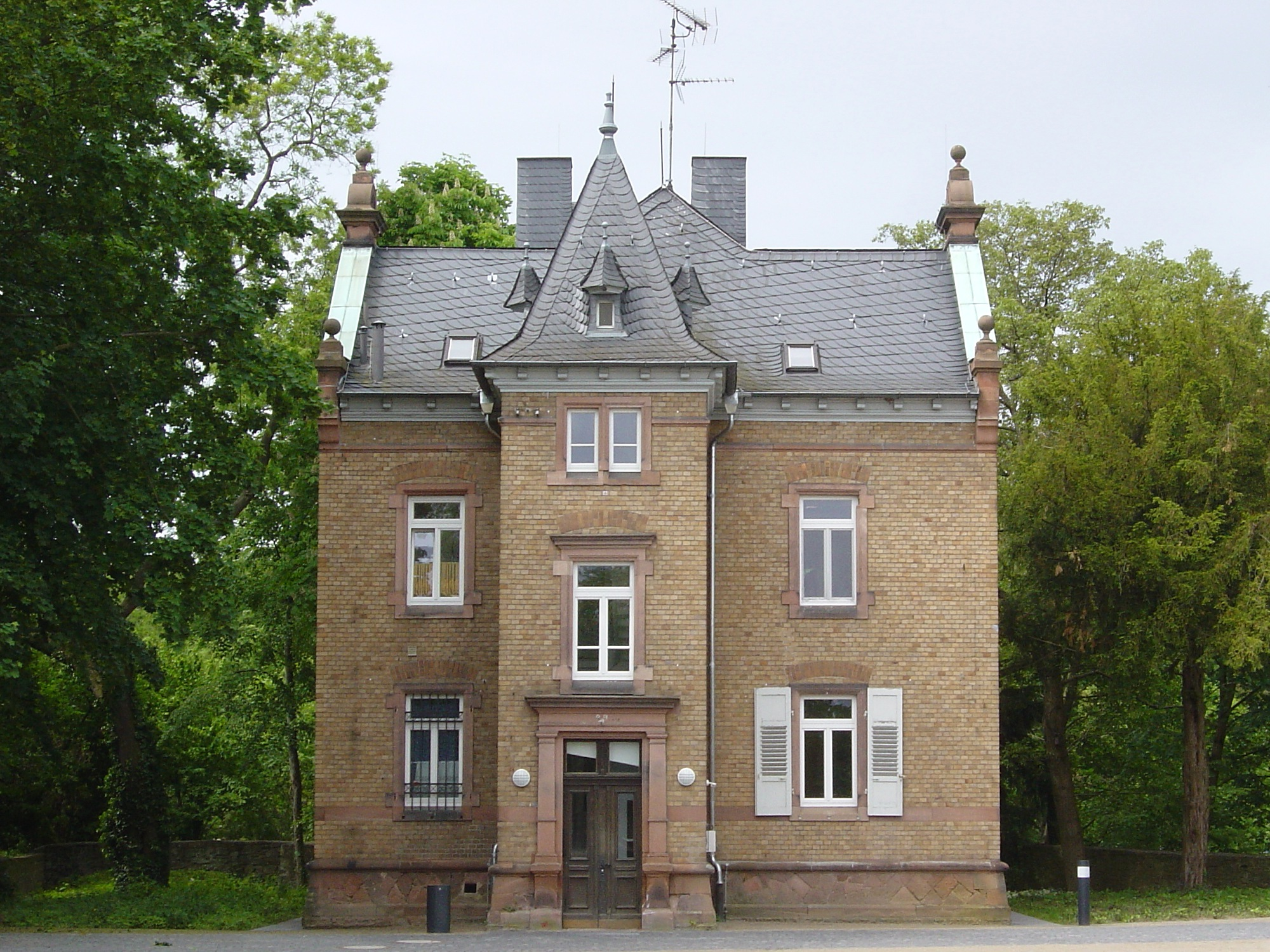
Schloss Dornberg, altes Forsthaus

## Lage
Das Schloss Dornberg befindet sich nordwestlich am Rande eines Altlaufs des Neckar. Heute umfließt dort der Landgraben in einer weiten Schlinge eine Sanddüne, auf der sich südwestlich der Burganlage zuvor das römische Kastell Groß-Gerau und der zugehörige Vicus an einer Straßenkreuzung befanden. Das Gelände südöstlich der Burg dürfte damals wie heute kaum begehbar gewesen sein und ist mit Schilf bewachsen.

## Geschichte
Erstmals um 1160 wird ein Eberhardus de Dornburg urkundlich erwähnt. Die Ersterwähnung der Burg als castrum Dorenburg fällt in die Jahre 1236/45. Die wahrscheinlich von den Herren von Dornberg errichtete Burganlage war ein Lehen der Grafen von Henneberg. Nachdem Conrad von Dornberg 1257 kinderlos gestorben war, gelang es Diether V. von Katzenelnbogen das Lehen zu erwerben, da er mütterlicherseits mit den Hennebergern verwandt war.
Im 13. und 14. Jahrhundert erfolgte nun der Bau der Vorburg sowie ein weiterer Ausbau der Burg. Die Dornberger Burg wurde zum Mittelpunkt der Katzenelnbogener Oberen Grafschaft. Zwar wurde dieser 1375 nach Darmstadt verlegt, das Schloss in Dornberg wurde aber noch im 15. Jahrhundert weiter ausgebaut. Ein runder Wohnturm, der bis zu dieser Zeit die Kernburg gebildet hatte, wurde zugunsten eines neuen Schlossgebäudes abgerissen.
Mit dem Aussterben der Grafen von Katzenelnbogen 1479 fiel das Schloss an Heinrich III. von Hessen, blieb aber hennebergisches Lehen und wurde zeitweise auch verpfändet. Erst mit dem Landshuter Erbfolgekrieg musste Wilhelm von Henneberg auf die Lehenshoheit verzichten. Die hessischen Landgrafen nutzen das Schloss aber nur noch zu gelegentlichen Jagdaufenthalten. Am 14. Februar 1689 brannten französische Truppen im Pfälzischen Erbfolgekrieg Schloss Dornberg nieder. 1722–26 wurden die Steine zum Bau der benachbarten Fasaneriemauer wiederverwendet. Nur wenige Reste blieben erhalten, von denen ein Teil als Jagdhaus hergerichtet wurde. 1832–1837 war hier der Sitz der Kreisverwaltung. Das Gebäude wurde allerdings im 19. Jahrhundert auch abgerissen. Das Torhaus diente mit einigen neueren Anbauten ab 1953 als Jugendherberge, seit 1960/63 als Kreisjugendheim.
Nach einer umfangreichen Sanierung beherbergen die Reste des Schlosses mittlerweile die Volkshochschule des Landkreises Groß-Gerau.

## Anlage
Erhalten blieben Teile eines restaurierten Torhauses der ehemaligen Kernburg (Turmhügelburg). Das Gelände der Kernburg ist als Turmhügel-Insel nicht überbaut worden und heute stark überwuchert. Der künstlich errichtete Turmhügel/Burghügel ist noch deutlich zu erkennen. Er ist von Mauerwerkresten durchsetzt. Die Kernburg besaß einen polygonalen Grundriss mit einem Durchmesser von 50 bis 55 m. Heute ist sie größtenteils von sumpfigem Gelände mit Schilfbewuchs umgeben. Wesentlich besser erhalten sind große Teile der Vorburg, darunter ein weiteres, restauriertes Torgebäude sowie im Osten zum Landgraben hin Reste der Umfassungsmauer der Vorburg.
Im westlichen Teil der Vorburg befindet sich ein Gebäude der Gründerzeit, das als Forstamt genutzt wurde. An die ehemalige Mauer zum Ort Dornberg hin wurde ein neues Gebäude für die Volkshochschule errichtet, das die Form der ehemaligen Vorburg aufgreift.